# Hans Hägerdal
Hans Hägerdal, född 1960, är en svensk historiker som inriktat sig på Öst- och Sydostasiens historia. Han har fokuserat på mötet mellan den västerländska kolonialismen och de inhemska samhällena i Asien. Hägerdal är professor vid Linnéuniversitetet, campus Växjö. 